# Plagiostomum karlingi
Plagiostomum karlingi är en plattmaskart som först beskrevs av Kulinitch 1970.  Plagiostomum karlingi ingår i släktet Plagiostomum, och familjen Plagiostomidae. Arten är reproducerande i Sverige.